# Лінії течії

Лінії току рідини, які обтікають тверде тіло у ламінарному режимі.

Лі́нія то́ку, лінія течії — лінії, що визначають напрямок вітру або рідини в полі швидкостей.
Лінія течії — крива, проведена в середині потоку так, що в даний момент часу вектори швидкостей υ у всіх точках цієї кривої дотичні до неї. При усталеному русі лінії течії збігаються з траєкторіями руху частинок. При неусталеному русі лінії течії в загальному випадку не збігаються з траєкторіями рухомих частинок і змінюють в просторі (координати x, y, z) своє положення й форму з часом t.